# El Espinar
|  | Per a altres significats, vegeu «El Espinar (Segòvia)». |

El Espinar és una pedania al terme municipal de Campillo de Ranas, a la província de Guadalajara (Espanya), enclavat a la falda oest del pic Ocejón, en plena serra d'Ayllón. La construcció dels edificis respon a l'arquitectura negra.